# Rune Høydahl
Rune Christopher Høydahl  (ur. 10 grudnia 1969 w Drammen) – norweski kolarz górski i przełajowy, srebrny medalista mistrzostw świata MTB.

## Kariera
Największy sukces w karierze Rune Høydahl osiągnął w 1996 roku, kiedy podczas mistrzostw świata w Cairns zdobył srebrny medal w cross-country. W zawodach tych wyprzedził go jedynie Thomas Frischknecht ze Szwajcarii, a trzecie miejsce zajął Włoch Hubert Pallhuber. Był to jedyny medal wywalczony przez Høydahla na międzynarodowej imprezie tej rangi. Wielokrotnie zdobywał medale mistrzostw krajów skandynawskich, w tym cztery złote w cross-country (1995-96 i 1998-99). W 1996 roku wystąpił na igrzyskach olimpijskich w Atlancie, gdzie zajął jedenaste miejsce. Brał także udział w rozgrywanych cztery lata później igrzyskach w Sydney, ale nie ukończył rywalizacji. Startował także w kolarstwie przełajowym, zdobywając między innymi mistrzostwo Norwegii w latach 2001 i 2002. Nigdy jednak nie zdobył medalu na mistrzostwach świata kolarstwie przełajowym.